# Luis M. De los Santos
Luis M. De los Santos, vollständiger Name Luis Miguel De los Santos Cáceres, (* 4. März 1993 in Montevideo) ist ein uruguayischer Fußballspieler.

## Karriere

### Verein
Der nach Angaben seines Vereins 1,69 Meter große Offensivakteur De los Santos stammt aus der Jugend Danubios. Er steht mindestens seit der Saison 2012/13 im Kader des Erstligisten Danubio. Für die Montevideaner bestritt er bis zum Abschluss dieser Spielzeit drei Partien in der Primera División. Einen Treffer erzielte er nicht. In der Saison 2013/14 trug er mit vier weiteren Erstligaeinsätzen (kein Tor) zum Gewinn des Landesmeistertitels bei. Dem folgten fünf absolvierte Erstligapartien (ein Tor) in der Apertura 2014. Mitte Januar 2015 verließ er Danubio und schloss sich dem Ligakonkurrenten Club Atlético Rentistas an. Dort lief er in der Clausura 2015 sechsmal (kein Tor) in der höchsten uruguayischen Spielklasse auf. Weitere Einsätze oder eine Kaderzugehörigkeit sind seither (Stand: 23. August 2016) nicht zu verzeichnen.

### Nationalmannschaft
De los Santos gehörte der von Roland Marcenaro trainierten U-17-Auswahl Uruguays an, die an der U-17-Südamerikameisterschaft 2009 in Chile teilnahm und den 3. Platz belegte. Auch war er Teil des Aufgebots bei der U-17-Weltmeisterschaft 2009 in Nigeria. Im WM-Turnier wurde er zweimal eingesetzt. Einen Treffer erzielte er nicht.

### Erfolge
- Uruguayischer Meister: 2013/14